# Canatha subangulalis
Canatha subangulalis là một loài bướm đêm trong họ Noctuidae.